# 해바라기 동영상
해바라기 동영상(ひまわり動画, ひまわりどうが)은  사이트 "Shwe Nandar"를 운영하는 세계 동영상 공유 사이트의 게시물 동영상에 댓글을 올릴 수 있는 웹 서비스다.
자매 서비스인 해바라기 스트림(해바라기 스프림)에 대해서도 본 항목에서 다룬다.

## 개요
유튜브, 데일리모션, FC2 동영상과 같은 다른 동영상 투고·공유 사이트나, Amazon Simple Storage Service 등의 온라인 서비스로부터 동영상을 취득·재생해, 이것에 코멘트를 중첩시키는 형태를 취하고 있다. 비공식적으로 기생형 동영상 사이트로 불리는 경우도 있다.
접속 부하가 커지면서 2010년 12월 16일부터 계정을 가지고 있던 사람만 동영상 시청을 할 수 있는 구조가 되었지만, 현재는 계정 없이도 시청이나 코멘트 투고는 가능하다.

### FC2로의 양도
2011년 5월 말 사이트 상의 '해바라기 동영상' 로고가 종료를 나타내는 것으로 변경됨과 동시에 해바라기 동영상은 2011년 5월 31일로 종료된다는 것이 고지되었다. 그러나 5월 25일 이후 이 종료를 나타내는 스탬프가 서서히 희미해졌다. 5월 27일 시점에서 종료를 고지하는 스탬프는 완전히 사라지고 원래대로 돌아갔다.
그 후 2011년 6월 3일에 개발 운영 블로그에서 해바라기 동영상이 FC2에 양도된다는 사실이 발표되었다. 또한 같은 해 6월 13일자로 FC2에서도 양도에 대한 고지가 이루어졌다.
FC2에서는 2011년 1월 6일자로 동종의 서비스인 SayMove!에 대해서도 먼저 운영권을 양도받았다.

### Shwe Nandar로의 양도
2020년 9월 동종의 서비스인 세이무브 (SayMove!)와 함께 Shwe Nandar에 양도되었다.

## 해바라기 스트림
해바라기 동영상의 자매 사이트로서 Flash Player의 기능을 이용해 라이브 전송을 실시하는 「해바라기 스트림」이 있다. 원래는 해바라기 동영상과 같은 관리자에 의해 운영되고 있었지만, 해바라기 동영상이 양도되면서 서버가 분리되었다. 또한 2011년 5월 28일 오후 9시에 해바라기 스트림의 계정 선등록이 개시되었다.
2012년 7월 23일에 모든 사용자의 정보가 유출되어 공개적으로 사과했다.

## 해바라기 동영상 체포자
2011년 9월 29일에 애니메이션 작품을 권리자에게 무단으로 업로드 해 송신할 수 있는 상태로 변경하고 있었다고 해서 남성을 체포했다.

## 문제점
자작 콘텐츠의 전달은 적고, TV 애니메이션의 위법 전달의 온상이 되고 있다.가이드라인상으로는 권리자의 허가 없이 동영상을 업로드하는 것은 금지되어 있지만, 작품의 1화 통째로 업로드가 상시화되고 있는 등 운영에 의한 감시가 사실상 기능하고 있지 않다.덧붙여 권리자의 신청에 의한 삭제 대응은 되고 있다.

## 같이 보기
- 비디오 호스팅 서비스